# Chiến tranh Áo – Phổ
Chiến tranh Áo – Phổ (hay còn gọi là Chiến tranh bảy tuần, Nội chiến Đức hoặc Chiến tranh Phổ – Đức; tiếng Đức: Deutscher Krieg) là cuộc chiến tranh diễn ra vào năm 1866 giữa 2 cường quốc Châu Âu là Đế quốc Áo và Vương quốc Phổ. Chiến thắng tại Königgrätz đã được xem là như một trong những chiến công hiển hách trong lịch sử quân sự của Vương quốc Phổ, cùng với các trận thắng tại Rossbach, Leuthen, Leipzig và Waterloo trước kia. Chiến tranh kết thúc với thắng lợi hoàn toàn thuộc về Phổ khiến Áo phải rút khỏi Liên bang Đức và mang lại thêm đất đai cho nước Phổ, mở đường cho họ thống nhất nước Đức. Với chiến thắng của nước Phổ trong cuộc chiến tranh này, sự kình địch dai dẳng giữa Phổ và Áo đã kết thúc ở Đức.
Chiến thắng vang dội của quân đội Phổ trong cuộc chiến tranh này đã thể hiện thành công to lớn của đường lối chiến tranh đúng đắn của Tổng Tham mưu trưởng quân đội Phổ – Thượng tướng Helmuth Karl Bernhard von Moltke. Không những vậy, cuộc Chiến tranh Áo – Phổ cũng góp phần hoàn tất quá trình thống nhất nước Ý. Ngoài ra, thất bại của Áo trong cuộc chiến tranh này đã chấm dứt thể chế Đế quốc Áo.

## Nguyên nhân cuộc chiến tranh

### Tình hình Phổ trước chiến tranh
Tại Đức, chủ nghĩa nhị nguyên Áo – Phổ đã xuất hiện từ lâu: sau khi lên ngôi vào năm 1740, vua Friedrich II của Phổ (tức "Friedrich Đại đế") đã chinh phạt tỉnh Schlesien của Áo và đưa nước Phổ lên hàng ngũ các cường quốc châu Âu. Những phong trào cách mạng những năm giữa thế kỷ XIX ở Phổ tuy chưa thể giúp nước Phổ thống nhất nhưng đã mở đường cho chủ nghĩa tư bản phát triển mạnh mẽ ở Phổ. Từ một nước nông nghiệp, Phổ dần trở thành một nước công nghiệp. Giai cấp tư sản ủng hộ địa chủ quân phiệt Phổ thống nhất đất nước. Vào năm 1862, Otto von Bismarck trở thành Thủ tướng của Vương quốc Phổ, lãnh đạo công cuộc thống nhất đất nước.
Otto von Bismarck có ý định thống nhất đất nước bằng vũ lực và điều đó đã thể hiện trong lời tuyên bố của ông trước quốc hội Phổ: 
| “                   | Những vấn đế quan trọng nhất thời đại chúng ta không hề được giải quyết bằng diễn văn hay bằng số phiếu bầu của đa số, mà bằng sắt và máu. | ” |
| — Otto von Bismarck | |   |

### Vấn đề Đan Mạch dẫn đến mâu thuẫn giữa Phổ và Áo
Khi vua Đan Mạch qua đời, các lãnh địa của công tước xứ Schleswig-Holstein có ý định tách khỏi Đan Mạch. Năm 1864, liên minh các quốc gia Đức lãnh đạo bởi đế quốc Áo và Phổ từ chối không công nhận những yêu cầu đó của Đan Mạch. Liên minh các quốc gia Đức nhanh chóng giải quyết các vấn đề của Đan Mạch nhưng từ đó cũng nảy sinh mâu thuẫn giữa Phổ và Áo. Chính phủ Bismarck muốn thương thuyết với Áo nhằm để Phổ kiểm soát miền Bắc Đức còn Áo kiểm soát miền Nam Đức. Nhưng Áo không muốn Phổ có thêm quyền lực nên từ chối lời đề nghị đó và có ý định gây chiến tranh với Phổ.

## Diễn biến

### Sự chuẩn bị của Áo và Phổ
Bước vào cuộc chiến tranh, Phổ có nhiều điều bất lợi như các bang khác của Đức Hannover, Hessen-Kassel, Saxony (Sachsen), Bavaria, Württemberg đều liên minh với đế quốc Áo, lãnh thổ Phổ bị chia làm 2 và xứ Bohemia là bệ phóng thuận lợi để quân Áo tấn công kinh thành Berlin. Nhưng Phổ cũng có những thuận lợi nhất định như có những nhà lãnh đạo tài ba, tính chuyên nghiệp của các sĩ quan hơn hẳn người Áo và ngoài ra quân Phổ còn sử dụng súng trường nạp đạn nhanh giúp có họ có lợi thế vượt trội về chiến thuật. Về ngoại giao, Bismarck đã không để các cường quốc khác ở Châu Âu can thiệp vào cuộc chiến tranh này và kết đồng minh với Ý.

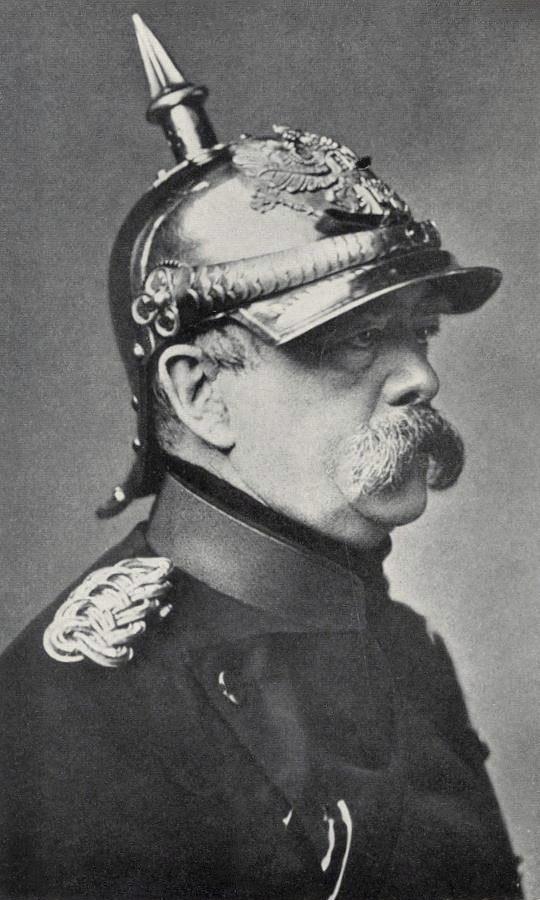
Thủ tướng Phổ Otto von Bismarck

Trong khi đó Áo không đánh giá đúng khả năng của Phổ và cho rằng có thể dễ dàng đánh bại quân Phổ. Về quân sự, ban tham mưu của Áo thiếu khả năng và Quân đội Áo không có sự chuyên nghiệp như Quân đội Phổ.

### Bước đầu cuộc chiến
Ngay khi chiến tranh bắt đầu, quân Phổ đã nhanh chóng chiếm Hannover để nối liền lãnh thổ Phổ. Tháng 6 năm 1866, tướng Helmuth von Moltke đã sử dụng hệ thống đường sắt Bắc Đức một cách hiệu quả để nhanh chóng triển khai 3 đạo quân tại biên giới Áo với ý đồ kết hợp 3 đạo quân này tại Bohemia. Ngày 14 tháng 5, Vương quốc Phổ tuyên chiến với đế quốc Áo. Trong khi các binh đoàn Áo từ từ tụ hội tại miền trung Bohemia thì các binh đoàn ở cực tây của Phổ băng ngang qua Sachsen và 3 binh đoàn khác tiến nhanh về Bohemia.
Ngạc nhiên trước tốc độ tiến quân của Phổ, tướng Ludwig von Benedek, tổng tư lệnh quân Áo ra lệnh lui quân đến phía bắc thành phố Königgrätz. Đến thời điểm này Quân đội Áo có 19 vạn quân và 25 nghìn quân Sachsen hỗ trợ trong khi quân lực của Phổ là 20 vạn quân nhưng chỉ có 2 binh đoàn trực tiếp tham chiến, đồng thời hệ thống điện báo của tướng Moltke bị hỏng.

### Sự thất bại của Áo
Khi trận đánh quyết định tại Königgrätz nổ ra vào ngày 3 tháng 7, Ludwig von Benedeck nhận thấy sự vượt trội về chiến thuật của Quân đội Phổ và nhất là loại súng trường nạp đạn nhanh nên ông ra lệnh cho các tướng dưới quyền nhanh chóng rút các binh đội ra phía sau để dựa vào trọng pháo giải quyết chiến trường vì pháo binh Áo vượt trội hơn hẳn pháo binh Phổ. Nhưng các sĩ quan cấp dưới của Áo đã đưa kị binh ra trận và không tuân lệnh cấp trên. Hậu quả là khi sư đoàn 7 của quân Phổ đánh chiếm Swiewald, các chỉ huy Áo hạ lệnh phản công và 49 trong tổng số 59 tiểu đoàn xung trận đã hoàn toàn bị tiêu diệt dưới hoả lực của quân Phổ. Kết quả là cánh phải của Áo trở nên vô cùng yếu ớt và không còn khả năng chống cự khi binh đoàn thứ ba của quân Phổ dưới quyền chỉ huy của hoàng tử Phổ tham chiến.
Cũng trong thời gian đó, nước Phổ điều binh đoàn Elbe đến bao vây sườn cánh trái của quân Áo. Mặc dù pháo binh và kị binh Áo cố ngăn không cho quân Phổ bao vây toàn bộ lực lượng Bedenek nhưng sau một ngày chiến đấu, 4 vạn lính Áo chết và bị thương, 2 vạn bị bắt làm tù binh đã đập tan hoàn toàn sự kháng cự của Áo.

## Kết quả

Kết quả sau chiến tranh Áo-Phổ, phần xanh đậm và xanh là Phổ và đồng minh trước chiến tranh, phần đỏ và hồng là đế quốc Áo và các đồng minh, phần xanh nhạt là phần Phổ có được sau chiến tranh

Đến lúc này con đường đến thủ đô Viên của đế quốc Áo đã hoàn toàn rộng mở cho quân đội Phổ và sự sụp đổ của vương triều Habsburg là điều hoàn toàn có thể xảy ra. Tuy nhiên đến cuối cùng Thủ tướng Bismarck đã thuyết phục vua Phổ là Wilhelm I ngừng cuộc tiến công của Quân đội Phổ vì chiến tranh tiếp tục sẽ chỉ làm lợi cho đế quốc Nga và Pháp. Cuộc chiến tranh kết thúc sau 7 tuần giao tranh với thắng lợi hoàn toàn thuộc về Vương quốc Phổ. Với chiến thắng này, uy tín của Bộ Tổng Tham mưu Phổ được nâng cao.
Vào ngày 23 tháng 8 năm 1866, diễn ra lễ ký kết hòa ước Prague giữa Đế quốc Áo và Vương quốc Phổ để kết thúc chiến tranh. Và theo nội dung hòa ước thì liên bang Đức chính thức tan rã; Phổ sẽ thôn tính xứ Hannover và Hessen-Kassel; Áo phải nhượng lại xứ Holstein cho Phổ; bồi thường một khoản chiến phí nhỏ và nhượng lại xứ Venezia cho Ý, đồng minh của nước Phổ, mặc dù quân đội Ý đã thua trận Custoza trên bộ và trận Lissa trên biển. Như vậy với bản hòa ước này Phổ đã thôn tính được toàn bộ các bang miền Bắc nước Đức đồng thời kiểm soát quân đội và chính sách đối ngoại miền Nam Đức, tạo điều kiện cho nước Đức thống nhất.
Còn nước Áo thảm bại trong cuộc chiến tranh nên buộc lòng phải rút khỏi liên bang Đức và không còn bất kì quyền hành nào ở miền Nam nước Đức. Vương triều Habsburg muốn duy trì quyền thống trị ở Châu Âu đã phải thoả hiệp với vương quốc Hungary đang nằm dưới quyền cai trị của mình. Mùa hè 1867, đế quốc Áo và vương quốc Hungary đã hợp nhất thành đế quốc Áo – Hung ("Song quốc quân chủ"). Đế quốc này tồn tại cho đến khi sụp đổ vào tháng 11 năm 1918.
Sự khai thác các công nghệ đường sắt và điện báo đang trỗi dậy, cùng với việc sử dụng vũ khí nạp hậu đã đem lại cho quân đội Phổ thắng lợi chóng vánh trong cuộc chiến tranh này. Điều này được xem là một thành quả của việc thành lập Bộ Tổng tham mưu Phổ.